# Guillelmus de Montibus

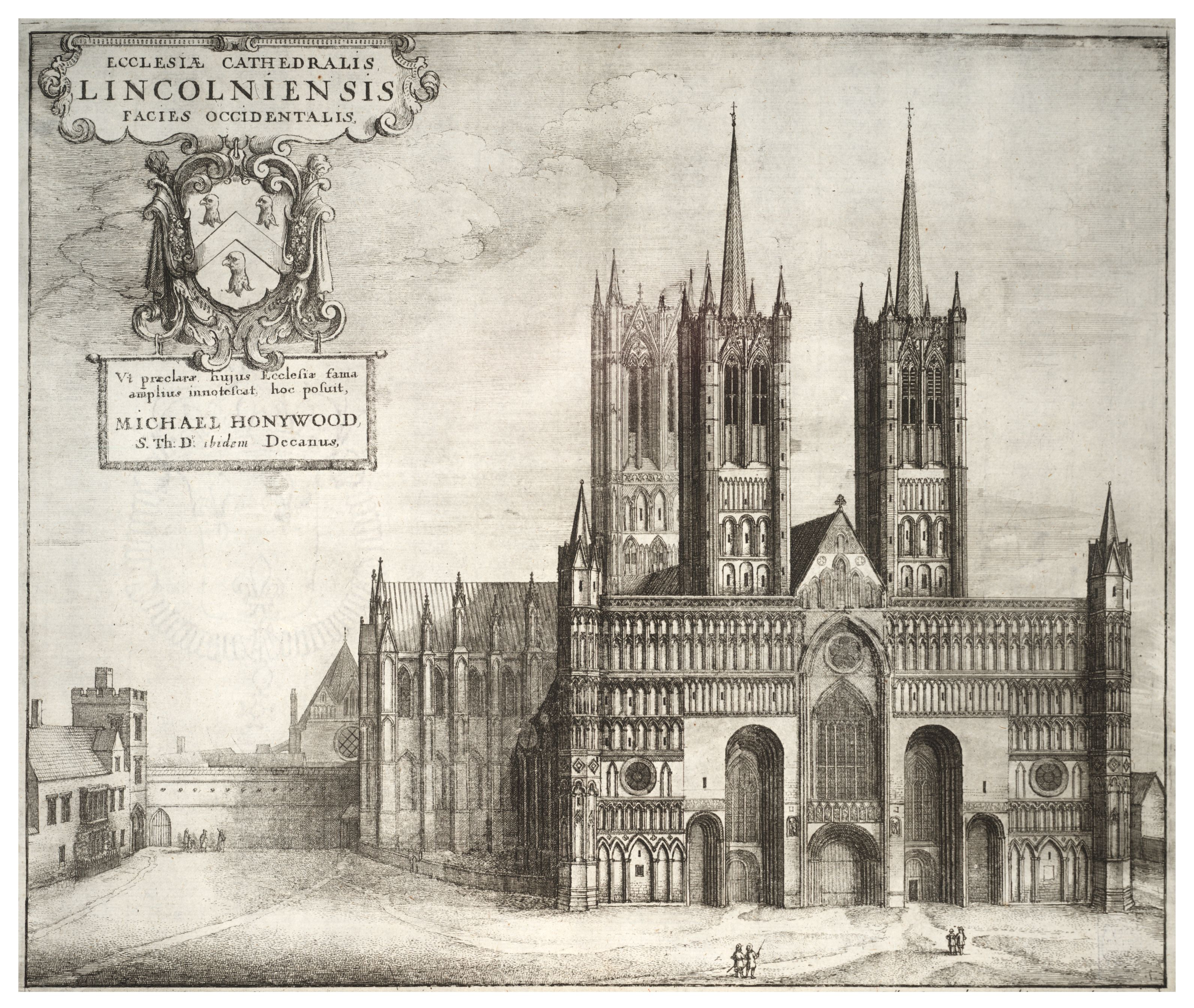
Stampa del XVII secolo della Cattedrale di Lincoln con le guglie sulle torri occidentali.

Guillelmus de Montibus (1140 – 1213) è stato un teologo inglese di fede cattolica.

## Biografia
Guillelmus de Montibus negli anni Sessanta del XII secolo si recò a Parigi, dove studiò sotto la direzione di Pietro Comestore, per poi aprire una propria scuola sul Monte di Santa Genoveffa. Intorno al 1180 fu nominato da Ugo di Lincoln maestro della scuola cattedrale di Lincoln, in Inghilterra, dove le sue lezioni attrassero studenti da tutto il Paese. Nel 1194 divenne anche cancelliere del capitolo cattedrale, rimanendo in entrambe le posizioni fino alla morte, avvenuta nel 1213. Fu docente di Alexander Neckam a Parigi, mentre a Lincoln insegnò a Samuel Presbiter e a Riccardo di Wetheringsett.

## Opere
L'elenco delle opere è tratto dalla base di conoscenza Mirabileweb:
- Collecta ex diversis auditis
- De septem sacramentis ecclesiae (attribuzione contesa con Roberto Grossatesta)
- De tropis
- Distinctiones theologicae
- Epistola ad moniales
- Errorum eliminatio
- Exempla Scripturarum de variis verborum significationibus
- Lectura super Psalmos
- Notata in scholis (attribuzione incerta)
- Numerale
- Peniteas cito (attribuzione contesa con Pierre de Blois e Giovanni di Garlandia)
- Proverbia et alia aedificatoria
- Quomodo religiosi monendi sunt ad confitendum
- Sermones
- Similitudinarium
- Speculum poenitentis
- Tractatus metricus de sacramentis ecclesiae
- Versarius